# Carl Axel Arrhenius
Carl Axel Arrhenius (* 29. März 1757 in Stockholm; † 20. November 1824) war ein schwedischer Artillerieoffizier sowie Amateurgeologe und Chemiker.

## Leben
Als Sohn des Professors Jakob Arrhenius wandte er sich früh dem Militär zu und wurde Artillerist am Standort Vaxholm. Zwischen 1788 und 1790 nahm er am Russisch-Schwedischen Krieg teil. Nach der Bekanntschaft mit Peter Jacob Hjelm vom Königlich Schwedischen Münzlaboratorium wurde sein Interesse an der Mineralogie und der Chemie geweckt.
Arrhenius fand 1787/88 in der Grube Ytterby ein bis dahin unbekanntes schwarzes Mineral, das Gadolinit. Dies führte später zur Entdeckung des Elements Yttrium. 1817 wurde er Mitglied der Königlich Schwedischen Akademie der Wissenschaften.